# Championnat de Grèce de rugby à XV
Le championnat de Grèce de rugby à XV est une compétition annuelle mettant aux prises les clubs de rugby à XV en Grèce. Créé en 2005 sous l'égide de la Fédération grecque de rugby à XV. Le championnat compte presque autant d'équipes que celles en fonctionnement sur l'ensemble du territoire: quatre en Attique, deux à Thessalonique, deux à Rhodes et une à Patras.
Le titre de champion de Grèce est attribué selon les règles mises en place au début de chaque saison par la fédération hellénique de rugby, généralement décerné à l'issue d'une phase finale (demi-finales et finale). Généralement, les quatre premiers sont qualifiés pour les demi-finales mais il arrive que les troisièmes et quatrièmes soient versés dans un tour éliminatoire contre les cinquièmes et sixièmes. Le championnat de Grèce n'a jamais proposé une formule stable depuis sa création. Chaque nouvelle saison voit une version un peu différente selon la situation générale des clubs en compétition. Le championnat ne propose pas de relégation ni de montée puisque le nombre d'équipes est inférieur à 10.

## Histoire
Le championnat de Grèce de rugby à XV est mis en place en 2005 à la suite de la création de la fédération hellénique de rugby présidée par Evaggelos Stamos. Le rugby en Grèce est sport encore inconnu lors de la création de la fédération. Trop souvent confondu avec le football américain, le rugby tarde à être identifié clairement. Le championnat grec se met en place en parallèle de l'affiliation de la Grèce à la Fédération européenne de rugby. Les bases se mettent en place même si plusieurs équipes de rugby existent déjà depuis de nombreuses années (Spartans RFC depuis 1982, Athens RFC depuis 2004, Attica Springboks RFC depuis 2000 et Spartakos Thessalonique). Il est remporté par le Athens RFC tout au long des 6 championnats. L'année 2005 voit la création de plusieurs clubs de rugby ainsi que l'équipe de Grèce de rugby à XV. La fédération hellénique en place, c'est le début du rugby dans sa forme officielle en Grèce.
Le championnat de Grèce n'a jamais proposé une formule stable depuis sa création. Chaque nouvelle saison voit une version un peu différente selon la situation générale des clubs en compétition (nombre de clubs, charge des déplacements…) Durant la saison 2010-2011, le titre est attribué pour le premier au classement.
Pour la saison 2011-2012, la fédération reprend la formule souvent reprise durant les premiers exercice. Une phase finale entre les quatre premières équipes. Le championnat est remporté depuis sa création par l'équipe du Athens RFC qui survole bien souvent toutes les compétitions comme celle du championnat de Grèce de rugby à sept en 2010. Cependant, ces dernières années, elle connaît une concurrence grandissante face aux équipes des Colosses Rhodes et du Attica Springboks RFC qui laisse échapper le titre  en 2011 pour un point. En 2012, le titre de champion change de main pour la première fois passant des Athens RFC aux Attica Springboks RFC. Régulièrement supérieur lors des dernières confrontations, les Attica prennent enfin le titre. En marge du championnat, deux équipes ne sont pas intégrées pour raison financière ou d'effectif : Titans Kavala et Patras Aiolos RFC.
En marge du championnat, plusieurs équipes grecques de rugby se préparent pour une possible intégration dans le championnat, cependant aucune annonce n'a été officialisée. L'équipe des West Side Athens RFC est par exemple constituée.
La saison 2012-2013 se caractérise par les élections du nouveau bureau de la fédération. Les élections sont le sujet d'irrégularités dénoncées (décembre 2012) par différentes condamnations. Le contexte politique détériore le bon déroulement du championnat et des compétitions en Grèce.

## Aspects économiques
Le championnat de Grèce est un championnat amateur. Tous les clubs de rugby grecs ont un statut associatif reconnu auprès de la fédération hellénique de rugby. 
Les déplacements des équipes lors des matches de championnat sont à leur charge.
Les équipes de rugby en Grèce s'autofinancent avec le versement des cotisations des joueurs.

## Palmarès
| Date           | Vainqueur                | Score         | Finaliste             | Lieu | Spectateurs |
| -------------- | ------------------------ | ------------- | --------------------- | ---- | ----------- |
| 15 avril 2006  | Athens RFC               | -             | Colosse de Rhodes RFC |      |             |
| 1er avril 2007 | Athens RFC               | -             | Colosse de Rhodes RFC |      |             |
| 2008           | Athens RFC               | 19 - 7        | Colosse de Rhodes RFC |      |             |
| 2009           | Athens RFC               | 22 - 18       | Attica Springboks RFC |      |             |
| 15 mai 2010    | Athens RFC               | 17 - 15       | Colosse de Rhodes RFC |      |             |
| 2011           | Athens RFC               | 15 - 14       | Attica Springboks RFC |      |             |
| 2012           | Attica Springboks RFC    | pas de finale | pas de finaliste      |      |             |
| 2013           | Iraklis Thessaloniki RFC | pas de finale | pas de finaliste      |      |             |

## Bilan par clubs

### Clubs
Depuis la création du championnat en 2005, seuls 5 clubs ont participé à tous les championnats: Athens RFC seul champion car vainqueur de toutes les éditions, Colosses de Rhodes, Iraklis Thessalonique, Attica Springboks et Spartans Athens. À noter que les Spartans Athènes est le club doyen avec une création du club en 1982. Suit le club des Thessaloniki Lions qui est engagé dans le championnat depuis 2008 et enregistre 3 participations . Les clubs de Spartakos Thessalonique, Makedones Evosmos et Kalyvia Triakala ont également 3 participations mais sont des clubs ayant disparu. Avec deux participations aux championnats, Poseidon Rafina aujourd'hui disparu et une participation pour les clubs de Aiolos Patra, City Aigaleo et Anagennisi Thessalonique.
Depuis 2005, les Athens RFC sont les tenants du titre avec 6 titres consécutifs.
Il faut noter que le club des Titanes Kavala malgré son existence depuis 2009 ne participe pas au championnat de rugby à XV. Ils sont actifs avec l'organisation annuelle d'un tournoi de beach rugby sur les plages de Kavala. La dernière saison a vu également l'organisation de test matches avec les équipes d'Iraklis Thessalonique et des Lions Thessalonique. Depuis la saison 2012, une nouvelle équipe vient composer le championnat grec, il s'agit d'une équipe de l'île de Rhodes, la deuxième après celle des Colosses .
En 2013, ce sont sept équipes qui viennent composer le championnat national de rugby. À noter que quelques équipes ne sont pas intégrées au championnat.

### Participation aux championnats
Ce bilan est issu des matchs de championnat comprenant les poules Nord et Sud durant les championnats avant 2008
Les statistiques dépendent des données disponibles (voir références) et sont arrêtées à la fin de la saison 2012-2013.
| Club                     | Nombre de participation | Titres | Nombre de matches | Victoires | Nuls | Défaites |
| ------------------------ | ----------------------- | ------ | ----------------- | --------- | ---- | -------- |
| Athens RFC               | 8                       | 6      | 57                | 49        | 1    | 5        |
| Colosse Rhodes RFC       | 7                       | 0      | 45                | 23        | 2    | 20       |
| Attica Springboks RFC    | 8                       | 1      | 55                | 38        | 4    | 13       |
| Iraklis Thessaloniki     | 8                       | 1      | 46                | 26        | 1    | 19       |
| Spartans Athens          | 8                       | 0      | 55                | 13        | 1    | 41       |
| Thessaloniki Lions       | 5                       | 0      | 31                | 17        | 1    | 13       |
| Spartakos Thessalonique  | 3                       | 0      | 16                | 11        | 1    | 4        |
| Makedones Evosmos        | 3                       | 0      | 22                | 5         | 0    | 17       |
| Megala Kalyv.Trikala     | 3                       | 0      | 21                | 1         | 0    | 20       |
| Poseidon Rafina          | 2                       | 0      | 8                 | 0         | 0    | 8        |
| City Aigaleo             | 3                       | 0      | 18                | 2         | 0    | 16       |
| Anagennisi Thessalonique | 1                       | 0      | 8                 | 3         | 0    | 5        |
| Aiolos Patra             | 1                       | 0      | 5                 | 1         | 0    | 4        |
| Ippotes Rodos            | 2                       | 0      | 10                | 1         | 0    | 9        |

### Palmarès depuis le début de championnat
| Saison  | Champion          | 2e place          | 3e place          | 4e place          |
| ------- | ----------------- | ----------------- | ----------------- | ----------------- |
| 2005-06 | Athens RFC        | Colossoi Rhodes   | Iraklis           | Spartakos         |
| 2006-07 | Athens RFC        | Colossoi Rhodes   | Makedones Evosmos | Spartakos         |
| 2007-08 | Athens RFC        | Attica Springboks | Colossoi Rhodes   | Spartakos         |
| 2008-09 | Athens RFC        | Attica Springboks | Iraklis           | Lions             |
| 2009-10 | Athens RFC        | Colossoi Rhodes   | Attica Springboks | Lions             |
| 2010-11 | Athens RFC        | Attica Springboks | Lions             | Spartans          |
| 2011-12 | Attica Springboks | Athens RFC        | Iraklis           | City Aigaleo      |
| 2012-13 | Iraklis           | Lions             | Athens RFC        | Attica Springboks |

## Bilan des phases finales
Ce bilan est issu des matches de phases finales à la suite des matchs de poules.
| Club                    | Titres | Nombre de matches | Victoires | Nuls | Défaites |
| Athens RFC              | 6      | 10                | 9         | 0    | 1        |
| Colosse Rhodes RFC      | 0      | 4                 | 3         | 0    | 1        |
| Attica Springboks RFC   | 1      | 5                 | 2         | 0    | 3        |
| Iraklis Thessaloniki    | 1      | 4                 | 0         | 0    | 4        |
| Thessaloniki Lions      | 0      | 3                 | 1         | 0    | 2        |
| Spartakos Thessalonique | 0      | 2                 | 0         | 0    | 2        |
| City Aigaleo            | 0      | 1                 | 0         | 0    | 1        |

## Clubs de l'édition 2010-2011
- Aigaleo City
- Aiolos Patras
- Athens RFC
- Springboks de l'Attique
- Spartans Athens
- Iraklis Thessaloniki
- Thessaloniki Lions
- Ippotes Rhodes
- Colosses de Rhodes RFC

## Clubs de l'édition 2011-2012
| Attica Springboks Athens RFC Athens Spartans Iraklis Thessaloniki Thessaloniki Lions Colossoi Rhodos Ippotes Rhodos Aigaleo City |

| Équipe                | Stade               | Capacité | Ville, Comté  |
| --------------------- | ------------------- | -------- | ------------- |
| Iraklis Thessaloniki  | Stade Katsaneio     |          | Thessalonique |
| Thessaloniki Lions    | Centre Matta        |          | Thessalonique |
| Athens RFC            | Stade Agios-Andreas |          | Athènes       |
| Athens Spartans       | Stade Agios-Kosmas  |          | Athènes       |
| Aigaleo City          | Stade Artsus        |          | Aigaleo       |
| Attica Springboks RFC | Agios Kosmas        |          | Athènes       |
| Colosse Rhodes        | Stade Paradeisi     |          | Rhodes        |
| Ippotes Rhodes        | Stade Paradeisi     |          | Rhodes        |

## Maillots des équipes de l'édition 2011-2012
| Thessaloniki Lions | Athens RFC Dom. | Athens RFC Ext. | Springboks Attica | Spartans Athens RFC | Colosses Rhodes | Aigaleo City RFC | Ippotes Rhodes | Iraklis Thessaloniki |  |